# ایرلاینرز.نت
ایرلاینرز.نت (Airliners.net) یک وبگاه هوانوردی است که در سال ۱۹۹۷ توسط یوهان لوندگرن که استنتاجی از وبگاه پیشین خود با عنوان عکس‌های مدرن ایرلاینرز (به انگلیسی: Pictures of Modern Airliners) بود ایجاد شد. این سایت (Pictures of Modern Airliners) پیشتر در سال ۱۹۹۴ ایجاد شده بود. در روز ۲۷ ژوئیه ۲۰۰۷ اعلام شد که Airliners.net توسط شرکت دیمند مدیا (به انگلیسی: Demand Media) واقع در در سانتا مونیکا در ایالت کالیفرنیا آمریکا خریداری شده‌است. این وبگاه اخیراً از لولوو در سوئد به سرورهای مدیا دیمند در آمریکا منتقل شده‌است.